# ۴۱۵ (میلادی)
۴۱۵ (میلادی) چهارصد  و پانزدهمین سال تقویم میلادی است.

## درگذشتگان
‎